# Bitka kod Šelonja
Bitka na Šelonju se zbila od 14. srpnja 1471. godine.
Sukobljene strane su bile Moskovska kneževina i Novgorodska republika.
Sama bitka se zbila između grada Solaca i ušća Šelonja. 
Okončala je pobjedom Moskovljana, predvođenih vojvodom Holmskim. 
Posljedica bitke je pripajanje Novgoroda (Novgorodske republike) Moskovskoj kneževini 1478. godine.